# La Suche
La Suche är en bergstopp i Schweiz. Den ligger i distriktet Monthey och kantonen Valais, i den sydvästra delen av landet, 80 km sydväst om huvudstaden Bern. Toppen på La Suche är 1 540 meter över havet.